# Arturo Rocha Cortés
Arturo Alejandro Rocha Cortés (México, Distrito Federal, 1969) es un filósofo, músico, conferencista y escritor mexicano que se ha especializado en ética, axiología y valores, escribiendo sobre todo en torno a la mexicanidad, la conciencia ética en México, las tradiciones mexicanas y el denominado Acontecimiento Guadalupano. Entre sus obras destacadas se encuentra Nadie es ombligo en la tierra. Ayac xictli in tlaltícpac. Discapacidad en el México antiguo (Cultura náhuatl) (2000); Los valores que unen a México. Los valores propios de la mexicanidad. Una contribución a la experiencia de México con una insistencia particular en las virtudes morales (2003 y 2010) y La Llave de Guadalupe, con dos ediciones (2014) (2018).

## Estudios
Arturo Rocha es Doctor en Filosofía, con Mención Honorífica, por la Universidad Anáhuac México, cuenta con maestría en Humanidades, "Maxima Cum Laude", por el Ateneo Filosófico de México y culminó sus estudios de licenciatura en Filosofía en la Universidad La Salle.

## Vida profesional y académica
Arturo Rocha ha sido catedrático de la Universidad Intercontinental, la Universidad Panamericana, la Universidad Autónoma del Estado de México, la Universidad Anáhuac México y de la Universidad Teletón, antes Instituto Teletón de Estudios Superiores en Rehabilitación. Desde 2010, es miembro de la plantilla docente de la Universidad Intercontinental de su Diplomado en Guadalupanismo. A partir de 2012 y hasta 2016 fue catedrático de Filosofía y Humanismo en la Universidad Teletón. En 2012 fue nombrado Secretario del Colegio de Estudios Guadalupanos de la Universidad Intercontinental. A partir de 2016 es catedrático de la materia "Teología y Virgen de Guadalupe", "México prehispánico y evangelización" y "Cultura Mexicana" en la maestría en Cultura Mexicana de la Universidad Anáhuac (Campus Sur). A partir de 2018 es catedrático en la Universidad Panamericana.

 Desde el año 2011 es editor de la "Revista Voces: Diálogo misionero contemporáneo” de la Universidad Intercontinental. Fue durante más de 20 años Investigador titular de la Fundación México Unido en sus valores culturales y responsable del proyecto editorial “Valores de la mexicanidad”. Fue Coordinador Académico del Premio “Fundación México a la Excelencia de lo Nuestro” de 2000 a 2010, así como secretario de su Comité Permanente de Premiación en todas sus ediciones. También, fue Director del "Boletín Guadalupano, Información del Tepeyac para los Pueblos de México" de la Basílica de Guadalupe de 2004 a 2011.

El libro Nadie es ombligo en la tierra. Ayac xictli in tlaltícpac. Discapacidad en el México antiguo ha sido reseñado por personajes de la talla de Ernesto de la Torre Villar en la "Revista Estudios de Cultura Náhuatl (2003)" y por Ruy Pérez Tamayo  en "Artículos de Divulgación: personajes, música, libros, miscelánea, ciencia", tomo 20 (2005). También, este libro ha servido de base para investigaciones académicas como Recorridos y Representaciones Espaciales de la Ciudad de México de Personas con Discapacidad Visual: Un Entorno Discapacitante  (2010) y Le Telethon: Étude Comparee en France et au Mexique  (2014).

El libro Monumenta Guadalupensia Mexicana, Colección facsimilar de documentos guadalupanos del siglo XVI custodiados en México y el mundo fue reseñado por Ana Rita Valero (2011) en La Cuestión Social: Documentos, ensayos, comentarios y reseñas de libros acerca de lo social; también ha sido citado por José Miguel Romero de Solís (2012) en  Sevilla en el Finisterre Novohispano: Memorias y Nostalgias.

En el 2007, recibió el Reconocimiento al Mérito por sus investigaciones y obras publicadas de parte de la Sociedad Defensora del Tesoro Artístico de México.
Es colaborador habitual en el Programa "Hoy con Mariano" en Joya 93.7 FM, con el segmento radiofónico "Páginas mexicanas". 
Es colaborador habitual en los programa de televisión "El pulso de la fe" de canal 40 (ADN 40) y en "La libertad de creer" de canal 34 Radio y Televisión Mexiquense, ambos conducidos por Roberto O'Farrill.

## Libros

### Obras publicadas como Autor
- Nadie es ombligo en la tierra. Ayac xictli in tlaltícpac. Discapacidad en el México antiguo (Cultura náhuatl). México, D.F.: Fundación Teletón, 2000. 199 p. (ISBN: 970-701-076-2,[1] CLASIF: F1219.76.M43 R63 2000).
- Memoria del Congreso Guadalupano, Mucho quiero, muchísimo deseo que aquí me levanten mi templo, 8, 9 y 10 de octubre de 2001. Coordinador. México, D.F.: Publicaciones de la Basílica de Guadalupe, 2002. 173 p. (CLASIF: BT650.C545 2001).
- Los valores que unen a México. Los valores propios de la mexicanidad. Una contribución a la experiencia de México con una insistencia particular en las virtudes morales. Libro I: Del México Prehispánico (Cultura náhuatl). México, D.F.: Fundación México Unido, 2003. 336 p. (ISBN: 968-5856-00-1,[9] CLASIF:  F1210.R584 2003).
- Virtud de México. El valor de la tradición. México, D.F.: Fundación México Unido, 2006. 204 p. (ISBN: 970-701-680-9,[10] CLASIF: F1210.R5847 2006).
- Memoria del Congreso Guadalupano 2003, Primer aniversario de la Canonización de San Juan Diego Cuauhtlatoatzin, julio 28, 29 y 30 de 2003. Coordinador. México, D.F.: Publicaciones de la Basílica de Guadalupe, 2006. 164 p.
- Los valores que unen a México. Los valores propios de la mexicanidad. Una contribución a la experiencia de México con una insistencia particular en las virtudes morales. Primera Parte Lib. II: Del México Colonial. México, D.F.: Fundación México Unido, 2010. 652 p. (ISBN: 978-607-95092-0-0,[11] CLASIF: F1210.R584 2003).
- Monumenta Guadalupensia Mexicana. Colección facsimilar de documentos guadalupanos del siglo XVI custodiados en México y el mundo. México, D.F.: Insigne y Nacional Basílica de Santa María de Guadalupe, 2010. 262 p. (ISBN: 978-607-95314-3-0,[2] CLASIF: BT660.G8 R54 2010).
- La llave de Guadalupe. Guadalupe itlatlapoloni. México, D.F.: Miguel Ángel Porrúa, 2014. 68 p. (ISBN: 978-607-401-908-7[12]).

### Obras publicadas como Coautor
- “Y vi que era la tierra florida. Juan Diego. Ecce Homo.” En Juan Diego Cuauhtlatoatzin Archivado el 27 de febrero de 2015 en Wayback Machine.. Ana Rita Valero, Arturo Rocha, Miguel León Portilla, Diego Monroy, et al. México D.F.: Insigne y Nacional Basílica de Guadalupe, 2005. (ISBN: 968-5011-49-4[13]).
- “Un solar en San Juan Huehuecalco (1578): el más antiguo antecedente del Convento de Corpus Christi de México.” En: Corpus Christi: sede del acervo histórico del Archivo General de Notarías, Carlos González Manterola (ed.) México D.F.: Gobierno del Distrito Federal, 2006. (ISBN: 970-5011-49-4  CLASIF: CD3651.C63 2006).
- “Apoteosis de la natura y quirofanías de santidad”. En: Retrotabula: Javier Marín, Escultura; Christian y Claudio Gantous, Arquitectura: Retablo Mayor y Presbiterio de la Catedral de Zacatecas, México D.F.: CONACULTA-INAH, 2011. (ISBN: 978-607-8111-02 CLASIF: N7914.Z3 R48 2011)

### Traducciones
- Canto-Sperber, Monique. Diccionario de Ética y Folosofía Moral. Trad. Carlos Ávila, Adriana Flores, Eliana Cazenave, Arturo Rocha, Maurizio Tazzer, México D.F.: Fondo de Cultura Económica, 2001. 1778 p. (ISBN: 968-16-6186-9[14] Obra Completa).
- Keenan Rshm, Sister Marjorie. Cuidar de la creación. Actividad humana y medio ambiente. Trad. Arturo Rocha Cortés, México D.F.: Pontificio Consejo Justicia y Paz, 2003. 139 p. (ISBN: 968-6839-53-4[15]).
- Birnabaum, Antonia. Las aventuras del heroísmo. Trad. Arturo Rocha Cortés, México D.F.: Fondo de Cultura Económica, 2004. 285 p. (ISBN: 968-16-6976-2[16]).
- Ehrlich, Marc I. El despertar del espíritu mexicano. La Expedición; más allá de lo imposible. El reflejo de lo mejor de nosotros. Trad. Arturo Rocha Cortés, México D.F.: Fundación Teletón, 2010. 228 p. (ISBN: 978-607-9126-00-1)

### Obras publicadas como prologuista
- “Prólogo”. Plano topográfico de la Villa de Nuestra Señora de Guadalupe en 1691. Ana Rita Valero de García Lascuráin, México D.F.: Centro de Investigaciones y Estudios Superiores en Antropología Social, 2004.
- “Prólogo”. M años de servicio. México D.F.: Nacional Monte de Piedad, 2005.
- “Prólogo”. Colección de documentos relativos a la época de la Independencia de México. Gobierno del Estado de Guanajuato, México Guanajuato: Miguel Ángel Porrúa, 2010. (ISBN: 978-607-401-386-3[17])

## Artículos
Arturo Rocha es autor de más de 80 artículos, difundidos en diferentes revistas como el Boletín Guadalupano, Información del Tepeyac para los Pueblos de México; Generación Anáhuac; Boletín de Monumentos Históricos del INAH Archivado el 20 de noviembre de 2015 en Wayback Machine.; Voces, Revista de Teología Misionera de la Escuela de Teología de la Universidad Intercontinental; Nexos; La Cuestión Social: documentos, ensayos, comentarios y reseñas de libros acerca de lo social; entre los que destacan:
- “Virtud política entre los antiguos mexicanos. 'Llevando el cacaxtli de la gente a cuestas”. Generación Anáhuac, no. 80, febrero/marzo 2003.
- “Testamento de Elvira Ramírez. Importante documento guadalupano del s. XVI, recientemente reencontrado”. Boletín Guadalupano, Información del Tepeyac para los Pueblos de México, no. 31, julio de 2003.
- “El convento de Corpus Christi de México, para indias cacicas (1724). Documentos para servir en la restauración de la iglesia Archivado el 23 de enero de 2015 en Wayback Machine.”. Boletín de Monumentos Históricos del INAH: Tercera Época,  no.1 Archivado el 20 de noviembre de 2015 en Wayback Machine., enero de 2004.
- “Inin huey Tlamahuiçoltzin”. Boletín Guadalupano, Información del Tepeyac para los Pueblos de México, no. 37, enero de 2004.
- "Nican Mopohua". Boletín Guadalupano, Información del Tepeyac para los Pueblos de México, no. 38, febrero de 2004.
- "Nican Mopohua (cont.)". Boletín Guadalupano, Información del Tepeyac para los Pueblos de México, no. 39, marzo de 2004.
- "Nican Mopohua (fin)". Boletín Guadalupano, Información del Tepeyac para los Pueblos de México, no. 40, abril de 2004.
- “Testamento de Ana Sánchez (1580)”. Boletín Guadalupano, Información del Tepeyac para los Pueblos de México, no. 49, enero de 2005.
- “Relación de Domingo Chimalpáhin”. Boletín Guadalupano, Información del Tepeyac para los Pueblos de México, no. 61, enero de 2006.
- “2º Libro de Actas de Cabildo de la Catedral de México (6 sep. 1569)”. Boletín Guadalupano, Información del Tepeyac para los Pueblos de México, no. 74, febrero de 2007.
- “Códice Florentino (1576)”. Boletín Guadalupano, Información del Tepeyac para los Pueblos de México, no. 85, enero de 2008.
- “Códice Tetlapalco (ca.1557). Boletín Guadalupano, Información del Tepeyac para los Pueblos de México, no. 100, abril de 2009.
- “Tira de Tepechpan”. Boletín Guadalupano, Información del Tepeyac para los Pueblos de México, no. 111, marzo de 2010.
- “De los excesos cristológicos en versiones castellanas de Nican mopohua”. Voces. Diálogo misionero contemporáneo, Revista de Teología Misionera del Instituto Internacional de Filosofía A.C., no. 35, 2011.
- "Incidente del ácido derramado ca. 1784 sobre el sagrado original de Nuestra Señora de Guadalupe". Voces. Diálogo misionero contemporáneo, Revista de Teología Misionera de la Escuela de Teología de la Universidad Interncontinental A.C., no. 37, 2012.
- “En torno al hecho guadalupano en México como un acontecimiento analógico”. La Cuestión Social: documentos, ensayos, comentarios y reseñas de libros acerca de lo social, no. 4, diciembre de 2013.
- “El convento de Corpus Christi de México. ¿Joya de un anhelo frustrado?” Boletín de Monumentos Históricos del INAH: Tercera Época, no. 30, enero - abril de 2014 Archivado el 19 de junio de 2015 en Wayback Machine..
- “Florilegio verbal náhuatl”. Nexos, no. 438, junio de 2014.

## Conferencias, Entrevistas, Congresos, Presentaciones de Libros
Arturo Rocha ha dictado conferencias, brindado entrevistas radiales y televisivas, y participado en congresos sobre los temas de su especialidad en el Distrito Federal, Toluca, Puebla, Guadalajara, Pachuca, Irapuato, Chihuahua, Ciudad Victoria, Aguascalientes, Gómez Palacios, Cancún, Tijuana y Monterrey y en diversas otras poblaciones de México; internacionalmente se ha presentado en Madrid, Valladolid, Soria, Valencia, Nueva York, Washington D. C., Los Ángeles, Houston, Denver, Roma, Atlanta y Jerusalén. Entre los libros que ha presentado, se encuentran:
- Ontopoética. Una contribución a la fenomenología del lenguaje en la obra de Gastón Bachelard (ISBN: 968-7620-18-8[18]) en Capilla Gótica del Instituto Cultural Helénico, Distrito Federal, el 19 de abril de 2005.
- Juan Diego. Dos guerreros. Omeh yaotlacameh (Novela) (ISBN: 9681341953[19]) en Salón Chapultepec del Hotel Camino Real, Distrito Federal, el 27 de noviembre de 2006.
- El templo que unió a Nueva España. Historia del Santuario y Colegiata de Guadalupe en el siglo XVIII (ISBN: 978-607-401-637-6[20]), en Parroquia de Nuestra Señora de Guadalupe "Capuchinas", Distrito Federal, el 6 de diciembre de 2012.